# Cantó de Scaër
El cantó de Scaër (bretó Kanton Skaer) és una divisió administrativa francesa situat al departament de Finisterre a la regió de Bretanya.

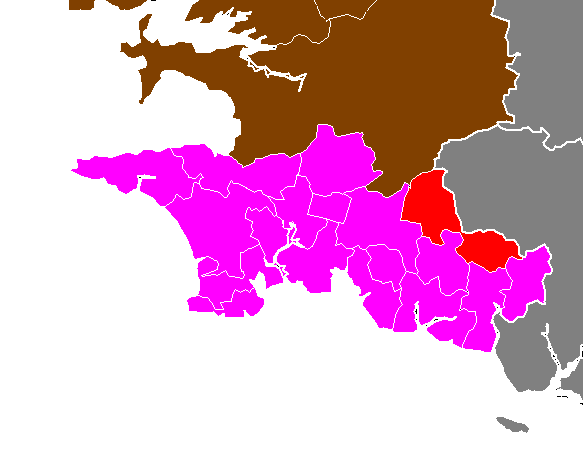
Situació del cantó

## Composició
El cantó aplega 3 comunes :
| Nom bretó   | Nom francès   | Nom gal·ló |
| Kerien      | Querrien      | ---        |
| Sant-Turian | Saint-Thurien | ---        |
| Skaer       | Scaër         | ---        |

## Història
| Data d'elecció                           | Identitat            | Partit | Qualitat |
| ---------------------------------------- | -------------------- | ------ | -------- |
| 2001-2008                                | Jeanne-Yvonne Triché | UDF    |          |
| 2004-                                    | Joël Derrien         | PS     |          |
| les dades anteriors no són pas conegudes |                      |        |          |
|                                          |                      |        |          |